# 제2기 벤놀라 내각
제2기 벤놀라 내각(핀란드어: Vennolan toinen hallitus 벤놀란 토이넨 할리투스[*])은 핀란드 공화국의 다섯 번째 내각이다.
1921년 4월 9일부터 1922년 6월 2일까지 성립했다. 소수여당내각이었다.
1922년 2월 14일 내무장관 헤이키 리타부오리가 헬싱키의 자택 앞에서 암살당했다. 이는 핀란드가 독립한 이후 현재까지 유일한 정치인 암살 사건이다.
| 직책                                                     | 성명               | 재임기간                       | 정당 | 정당       |
| -------------------------------------------------------- | ------------------ | ------------------------------ | ---- | ---------- |
| 총리 Pääministeri                                        | 유호 벤놀라        | 1921년 4월 9일–1922년 6월 2일  |      | 국민진보당 |
| 외무장관 Ulkoasiainministeri                             | 루돌프 홀스티      | 1921년 4월 9일–1922년 6월 2일  |      | 국민진보당 |
| 법무장관 Oikeusministeri                                 | 헤이모 헬미넨      | 1921년 4월 9일–1922년 2월 24일 |      | 국민진보당 |
| 법무장관 Oikeusministeri                                 | 알베르트 폰 헬렌스 | 1922년 2월 24일–1922년 6월 2일 |      | 국민진보당 |
| 전쟁장관 Sotaministeri                                   | 온니 해맬래이넨    | 1921년 4월 9일–1921년 3월 9일  |      | 무소속     |
| 전쟁장관 Sotaministeri                                   | 브루노 얄란데르    | 1921년 3월 9일–1922년 6월 2일  |      | 무소속     |
| 내무장관 Sisäasiainministeri                             | 헤이키 리타부오리† | 1921년 4월 9일–1922년 2월 14일 |      | 국민진보당 |
| 내무장관 Sisäasiainministeri                             | 헤이모 헬미넨      | 1922년 2월 24일–1922년 6월 2일 |      | 국민진보당 |
| 재무장관 Valtiovarainministeri                           | 리스토 뤼티        | 1921년 4월 9일–1922년 6월 2일  |      | 국민진보당 |
| 종무교육장관 Kirkollis- ja opetusministeri               | 닐로 리아카        | 1921년 4월 9일–1922년 6월 2일  |      | 농업동맹   |
| 농무장관 Maatalousministeri                              | 퀴외스티 칼리오    | 1921년 4월 9일–1922년 6월 2일  |      | 농업동맹   |
| 농무장관보 Apulaismaatalousministeri                     | 유호 니우카넨      | 1921년 4월 9일–1922년 6월 2일  |      | 농업동맹   |
| 운수공공장관 Kulkulaitosten ja yleisten töiden ministeri | 에르키 풀리넨      | 1921년 4월 9일–1922년 6월 2일  |      | 국민진보당 |
| 상공장관 Kauppa- ja teollisuusministeri                  | 에르키 마코넨      | 1921년 4월 9일–1922년 6월 2일  |      | 국민진보당 |
| 사회장관 Sosiaaliministeri                               | 빌쿠 요우카하이넨  | 1921년 4월 9일–1922년 6월 2일  |      | 농업동맹   |

| 전임 에리히 내각 | 제5대 핀란드 공화국의 내각 1920년 3월 15일–1921년 4월 9일 | 후임 제1기 카얀데르 내각 |